# Бензин (филм)
„Бензин“ е български игрален филм от 2017 година на режисьорите Асен Блатечки и Катерина Горанова. Сценарият е на Алексей Кожухаров. Оператор е Мартин Чичов.

## Сюжет
Внимание:  Текстът по-долу разкрива сюжета на произведението (или части от него)!
След 15 години в затвора автомобилен състезател и механик се връща към живота, за да изпълни последното си обещание към убитата си любима.

## Актьорски състав
| Роля              | Изпълнител         |
| ----------------- | ------------------ |
| Дим (Американеца) | Асен Блатечки      |
| малкият Радо      | Калин Врачански    |
| Карим             | Башар Рахал        |
| Макс, баща на Дим | Майкъл Медсън      |
| Стопаджия         | Съли Ерна          |
| Никол             | Снежана Макавеева  |
| Гарабедян         | Лиляна Станаилова  |
| Дарин във влака   | Дарин Ангелов      |
| Деян във влака    | Деян Ангелов       |
| големият Радо     | Васил Банов        |
| младата Никол     | Рая Добрева        |
| големият          | Стефан Иванов      |
| Роман             | Веселин Калановски |
| Мустака           | Пламен Манасиев    |
| дете              | Мелани Младенова   |
| доктор            | Добриела Попова    |
| шофьор на линейка | Стефан Щерев       |
| Люси              | Лиляна Станаилова  |